# Boloria napaea
Boloria napaea (лат.) — дневная бабочка из семейства нимфалид.

## Описание
Верхняя поверхность крыльев, размах которых составляет около 28-34 мм, у самцов ярко-оранжево-коричневая с мелким черным рисунком, состоящим из точек и линий. Самки, напротив, обычно пурпурно-коричневого или зеленовато-коричневого цвета. Характерными являются желто-зеленые участки рядом с красными и белыми отметинами на нижней стороне задних крыльев.
Яйцо имеет конусообразную форму, сильно ребристое и красновато-коричневого цвета. Гусеницы чёрно-коричневого цвета, с желтовато-коричневой прерывистой линией на спине и короткими серыми щетинками. Куколка тёмно-коричневого цвета с пятнистыми отметинами.

## Похожие виды
Boloria napaea имеет сходство с некоторыми другими видами рода болории:
- Boloria pales. Несколько меньше. Самки не имеют фиолетово-коричневой или зеленовато-коричневой окраски верхней стороны крыльев, которая преобладает у B. napaea, и не имеют жёлто-зелёной окраски нижней стороны задних крыльев, а имеют ржаво-красный цвет основания.
- Примерно такого же размера вид Boloria graeca, у которого нижняя сторона задних крыльев ещё больше окрашена в желтоватый цвет.
- Boloria aquilonaris. Бабочки более ширококрылые с более круглыми задними крыльями. Чёрная окраска несколько более яркая и сильная.
- Boloria titania. Отметины на передней стороне более яркие и несколько темнее, нижняя сторона задних крыльев сильно окрашена в ржаво-красный цвет.
- Boloria thore. У этого вида элементы рисунка на передней стороне крыльев гораздо темнее, частично сливаются.
- Boloria dia. Бабочки обычно гораздо меньшего размера и имеют более выраженный рисунок.
- Brenthis ino. Бабочки крупнее, у них заметно закругленные крылья и бледный, менее выраженный красный рисунок на задней стороне задних крыльев.

Однако, чтобы быть абсолютно уверенным в их идентификации, следует проконсультироваться со специалистами.

## Распространение и среда обитания
Вид встречается на больших высотах в Пиренеях, Альпах, Фенноскандии, Южной Сибири, на Алтае и в Приамурье, а также на Аляске и в Вайоминге. Обычно встречается на высоте от 1200 до 2800 метров над уровнем моря на горных лугах, но иногда встречается вплоть до побережья в Северной Норвегии.
Бабочки развиваются в одном поколении, время лёта с конца июня по август. Предпочитают богатые цветами горные луга. Гусеницы питаются листьями низких растений, таких как фиалки (Viola) и виды из рода горец и спорыш (Persicaria, Polygonum). Они зимуют маленькими. На больших высотах или в северных широтах цикл развития может длиться два вегетационных периода.

## Охранный статус
В Германии вид встречается только в Баварских Альпах и занесён в Красную книгу угрожаемых видов в категории R (виды с географическим ограничением).